# Kimagure Princess
Singles de Morning Musume
Nanchatte Ren'ai
(2009) Onna ga Medatte Naze Ikenai
(2010)
Kimagure Princess (気まぐれプリンセス, "Princesse Capricieuse") est le 41e single du groupe féminin de J-pop Morning Musume, sorti en 2009.

## Présentation
Le single sort le 28 octobre 2009 au Japon sur le label zetima, écrit et produit par Tsunku. Il atteint la 4e place du classement Oricon, et reste classé pendant 5 semaines, pour un total de 45 241 exemplaires vendus durant cette période. Il sort également pour la première fois dans trois éditions limitées notées "A", "B" et "C", avec des pochettes différentes : "A" et "B" contenant chacune en supplément un DVD différent avec une version alternative du clip vidéo de la chanson, et "C" contenant dix pochettes interchangeables mais pas de DVD. Le single sort aussi au format "single V" (DVD). Une édition spéciale "event V" (DVD) sera vendue lors de représentations.
C'est le dernier single avec Koharu Kusumi dont le départ est annoncé pour décembre suivant. C'est le dernier de la plus longue série de singles sans changement de formation du groupe, débutée avec Onna ni Sachi Are deux ans et demi plus tôt.
La chanson-titre figurera sur le dixième album du groupe, 10 My Me de 2010.

## Formation
Membres du groupe créditées sur le single :
- 5e génération : Ai Takahashi, Risa Niigaki
- 6e génération : Eri Kamei, Sayumi Michishige, Reina Tanaka
- 7e génération : Koharu Kusumi (dernier single)
- 8e génération : Aika Mitsui, Jun Jun, Lin Lin

## Titres
Single CD
1. Kimagure Princess (気まぐれプリンセス?, "Princesse Capricieuse")
2. Aishite Aishite Ato Ippun (愛して 愛して 後一分?, "Aime-moi, aime-moi une minute")
3. Kimagure Princess (Instrumental) (気まぐれプリンセス...?)

DVD de l'édition limitée "A"
1. Kimagure Princess (Dance Shot Ver.) (気まぐれプリンセス...?)

DVD de l'édition limitée "B"
1. Kimagure Princess (Close-up Ver.) (気まぐれプリンセス...?)

DVD de l'édition limitée "event V"
1. Kimagure Princess (Takahashi Ai Solo Ver.) (気まぐれプリンセス (高橋愛 Solo Ver.)?)
2. Kimagure Princess (Niigaki Risa Solo Ver.) (気まぐれプリンセス (新垣里沙 Solo Ver.)?)
3. Kimagure Princess (Kamei Eri Solo Ver.) (気まぐれプリンセス (亀井絵里 Solo Ver.)?)
4. Kimagure Princess (Michishige Sayumi Solo Ver.) (気まぐれプリンセス (道重さゆみ Solo Ver.)?)
5. Kimagure Princess (Tanaka Reina Solo Ver.) (気まぐれプリンセス (田中れいな Solo Ver.)?)
6. Kimagure Princess (Kusumi Koharu Solo Ver.) (気まぐれプリンセス (久住小春 Solo Ver.)?)
7. Kimagure Princess (Mitsui Aika Solo Ver.) (気まぐれプリンセス (光井愛佳 Solo Ver.)?)
8. Kimagure Princess (Junjun Solo Ver.) (気まぐれプリンセス (ジュンジュン Solo Ver.)?)
9. Kimagure Princess (Linlin Solo Ver.) (気まぐれプリンセス (リンリン Solo Ver.)?)

Single V (DVD)
1. Kimagure Princess (気まぐれプリンセス?)
2. Kimagure Princess (Green Dance Ver.) (気まぐれプリンセス?)
3. Making Eizô (メイキング映像?)